# Amblytropidia
Amblytropidia is een geslacht van rechtvleugeligen uit de familie veldsprinkhanen (Acrididae). De wetenschappelijke naam van dit geslacht is voor het eerst geldig gepubliceerd in 1873 door Stål.

## Soorten
Het geslacht Amblytropidia omvat de volgende soorten:
- Amblytropidia australis Bruner, 1904
- Amblytropidia chapadensis Rehn, 1906
- Amblytropidia corrugata Hebard, 1933
- Amblytropidia corumbae Bruner, 1911
- Amblytropidia elongata Bruner, 1904
- Amblytropidia ferruginosa Stål, 1873
- Amblytropidia geniculata Bruner, 1911
- Amblytropidia hispaniolana Perez-Gelabert, Dominici, Hierro & Otte, 1995
- Amblytropidia interior Bruner, 1911
- Amblytropidia minor Bruner, 1911
- Amblytropidia mysteca Saussure, 1861
- Amblytropidia robusta Bruner, 1906
- Amblytropidia sola Rehn, 1939
- Amblytropidia trinitatis Bruner, 1904
- Amblytropidia vittata Giglio-Tos, 1894